# Там, внутри
«Там, внутри» (англ. The Underneath) — американский кинофильм 1995 года, снятый режиссёром Стивеном Содербергом. Фильм основан на романе Дона Трэйси «Крест-накрест» и его экранизации 1949 года. В фильме использованы такие важные элементы фильмов-нуар, как любовная интрига, неудавшееся ограбление и неожиданная концовка.

## Сюжет
Главный герой Майкл Чемберс, покинувший некогда из-за долгов свой родной город и жену, возвращается на родину, чтобы принять участие в очередной свадьбе матери. Решив остаться, Майкл устраивается на работу вместе со своим новоявленным отчимом, шофёром инкассаторской машины. Также он возобновляет отношения с экс-супругой Рэйчел, в его отсутствие вышедшей замуж за местного бандита Томми Данди. Последний приходит в ярость, когда узнаёт об измене жены, и именно тут у Рэйчел рождается план, который по её мнению поможет им избавиться от всех неприятностей разом. Согласно этому плану, Майкл должен ограбить бронированный автомобиль инкассаторской компании, в которой сам работает.

## В ролях
- Питер Галлахер — Майкл Чамберс
- Элисон Эллиотт — Рэйчел
- Уильям Фихтнер — Томми Данди
- Адам Трези — Дэвид Чемберс
- Джо Дон Бейкер — Клей Хинкл
- Пол Дули — Эд Даттон
- Шелли Дюваль — медсестра
- Элизабет Шу — Сьюзан Криншоу
- Анжанетт Комер — миссис Чамберс
- Ричард Линклейтер — Эмбер Дурман

## Награды и номинации
Список номинаций приведён в соответствии с данными IMDb.
| Год  | Премия                       | Категория                  | Имя          | Результат |
| ---- | ---------------------------- | -------------------------- | ------------ | --------- |
| 1996 | Кинопремия «Независимый дух» | Лучшая операторская работа | Эллиот Дэвис | Номинация |